# Кубічний метр за секунду
Кубі́чний метр за секу́нду або кубоме́тр за секу́нду, м³/с — похідна одиниця SI, що використовується для вимірювання об'ємних витрат рідин та газів. Широко використовується для вимірювання витрат води, особливо в річках і струмках, а також для вимірювання витрат повітря у системах вентиляції та кондиціонування повітря.

## Зв'язок з іншими одиницями

### Метрична система
| 1 кубічний метр за секунду | = | 1000          | літрів за секунду (л/с)                         |
|                            | = | 60            | кілолітрів (метрів кубічних) за хвилину (кл/хв) |
|                            | = | 86,4          | мегалітрів за добу (мл/добу)                    |
|                            | = | 31,5576       | гігалітрів за рік (гл/рік)                      |
|                            | = | 3600          | метрів кубічних за годину (м3/год)              |
|                            | = | 86400         | метрів кубічних за добу (м3/добу)               |
|                            | = | 3,155693× 107 | метрів кубічних за рік (м3/рік)                 |
|                            | = | 1× 10−6       | свердруп                                        |

### Американські та британські одиниці
| 1 кубічний метр за секунду | = | 0,0008107132  | акро-футів за секунду          |
|                            | = | 0,04864279    | акро-футів за хвилину          |
|                            | = | 2,918567      | акро-футів за годину           |
|                            | = | 70,04562      | акро-футів за добу             |
|                            | = | 25583,62      | акро-футів за рік              |
|                            | = | 6,289811      | барелів (нафтових) за секунду  |
|                            | = | 377,3886      | барелів (нафтових) за хвилину  |
|                            | = | 22643,32      | барелів (нафтових) за годину   |
|                            | = | 543439,7      | барелів (нафтових) за добу     |
|                            | = | 1,984871× 108 | барелів (нафтових) рік         |
|                            | = | 264,1721      | галонів США за секунду         |
|                            | = | 15850,32      | галонів США за хвилину         |
|                            | = | 951019,4      | галонів США за годину          |
|                            | = | 2,282446× 107 | галонів США за добу            |
|                            | = | 8,336458× 109 | галонів США за рік             |
|                            | = | 219,9688      | британських галонів за секунду |
|                            | = | 13198,13      | британських галонів за хвилину |
|                            | = | 791887,7      | британських галонів за годину  |
|                            | = | 1,90053× 107  | британських галонів за добу    |
|                            | = | 6,941539× 109 | британських галонів за рік     |
|                            | = | 35,31467      | кубічних футів за секунду      |
|                            | = | 2118,88       | кубічних футів за хвилину      |
|                            | = | 127132,8      | кубічних футів за годину       |
|                            | = | 3051187       | кубічних футів за добу         |
|                            | = | 1,114422× 109 | кубічних футів за рік          |